# Antonín Popp
Antonín Popp (30. července 1850 Praha – 10. června 1915 Praha) byl český sochař, medailér a pedagog.

## Život
Narodil se v Praze jako druhý z pěti synů sochaře a modeléra porcelánu Arnošta Poppa (1819–1883), přišlého z Koburgu, a jeho české manželky Aloisie, rozené Bartoníčkové. Jeho starší bratr Karel Popp se stal fotografem.
Jeho díla bývají často zaměňována s otcovými, díky práci na společných zakázkách a shodné signatuře AP (jindy signoval APP). Vyučil se řemeslu v dílně svého otce, zároveň navštěvoval průmyslovou školu Jednoty pro povzbuzení průmyslu v Čechách. Roku 1870 začal studovat kresbu na Akademii výtvarných umění v Praze, ale studia nedokončil. Podnikl studijní cesty do Mnichova a Vídně. Od novorenesančního stylu, v němž byl vyškolen, dospěl až k dekorativnímu stylu secese. Brzy si otevřel vlastní ateliér v Praze. Proslavila ho monumentální alegorická, historická a portrétní díla, jimiž se zúčastnil výzdoby veřejných budov, ponejvíce pražských, zejména Národního muzea (32 portrétních medailonů českých králů) a Národního divadla. Jako pedagog vyučoval modelování na České technice (ČVUT), kde roku 1896 dosáhl hodnosti docenta. Učil rovněž na UMPRUM v Praze. Byl jedním z nejproduktivnějších českých sochařů, který svou technickou zdatností předčil mnohé i známější autory.
Zemřel roku 1915 a byl pohřben na Vinohradském hřbitově.

## Dílo
- kamenné alegorické sochy Věda a Práce v nikách hlavního vchodu budovy ČVUT na Karlově náměstí v Praze (osazeny 1894)[6]
- bronzové busty Františka Škroupa, Josefa Ressela, Pavla Josefa Šafaříka, hraběte F. A. Kolovrata Libštejnského, Františka Palackého a dalších v Národním muzeu v Praze (1892–1894)
- reliéf Císař Rudolf II. v kruhu svých umělců a vědců, model pro Národní muzeum v Praze
- reliéf Císař František Josef I. se zástupci čtyř stavů, model pro Národní muzeum v Praze, kamenný reliéf na budově Okresního domu ve Slaném vytvořil sochař Adolf Havel.
- portrétní medailony českých králů Karla IV., Jiřího z Poděbrad, Rudolfa II., Ferdinanda V. a další na fasádě, Národní muzeum
- alegorie Historie, Archeologie na průčelí a Géniové nesou českou královskou korunu na atice Národního muzea v Praze
- sochy na průčelí Uměleckoprůmyslového muzea v Praze
- alegorické sousoší Svornost a Ušlechtilost s českým lvem na attice v průčelí Měšťanské besedy v Plzni, plastická výzdoba Velkého sálu téže budovy
- část plastické výzdoby dvorany Městské spořitelny  v Rytířské ulici 29 v Praze
- tepaná plastika Génia se lvem na budově České národní banky (původně Živnostenské banky) v ulici Na příkopě v Praze
- čtyři kamenné alegorické sochy v průčelí budovy Hypoteční banky Království českého na Senovážném náměstí v Praze (1890)
- dvě bronzové sochy Viktorie (Niké) s pochodněmi v rukou na sloupech mostu Svatopluka Čecha v Praze
- plastika rytíře na štítu radnice v Kladně
- dva reliéfy dívčí hlavy v supraportě vchodu školy čp. 26 a vchodu radnice, reliéf dívky s kladivem na boční fasádě téže budovy;  Krupkovo náměstí 4, v Praze 6 Bubenči (1905)
- bronzové busty Josefa Kajetána Tyla a Václava Klimenta Klicpery pro foyer Národního divadla v Praze
- náhrobky na Vyšehradském hřbitově (Rodina Škardova) a na Olšanském hřbitově

## Galerie

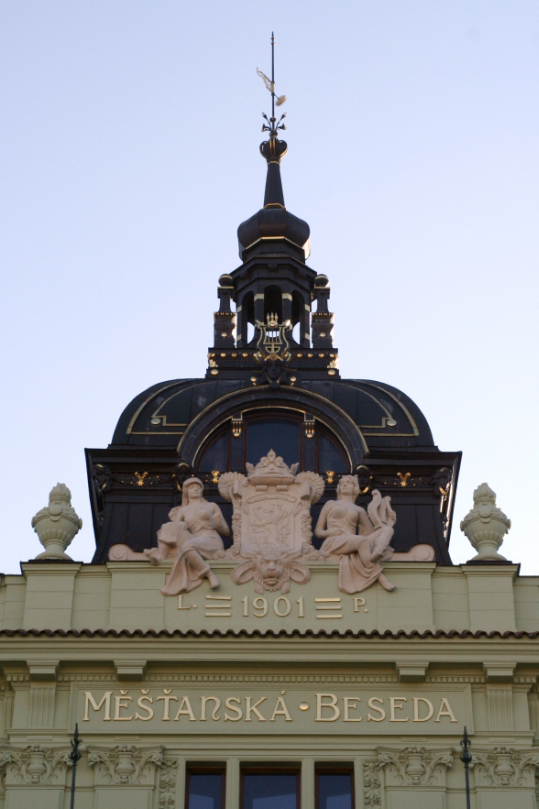
Alegorie Svornost a Ušlechtilost, Měšťanská beseda (Plzeň)
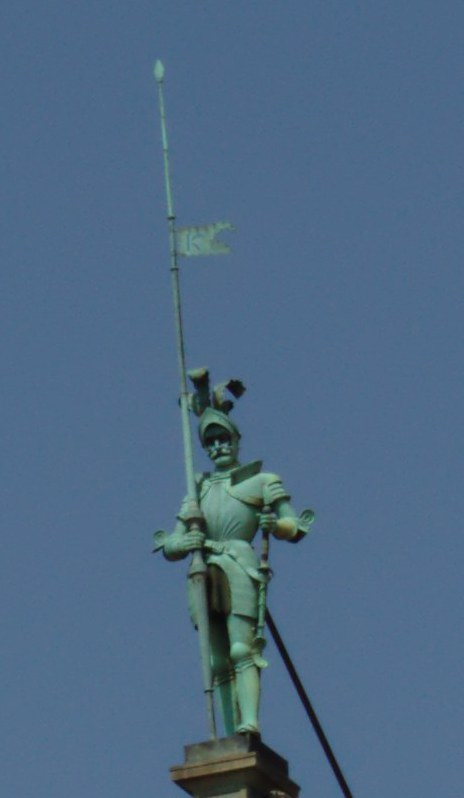
Rytíř, radnice v Kladně
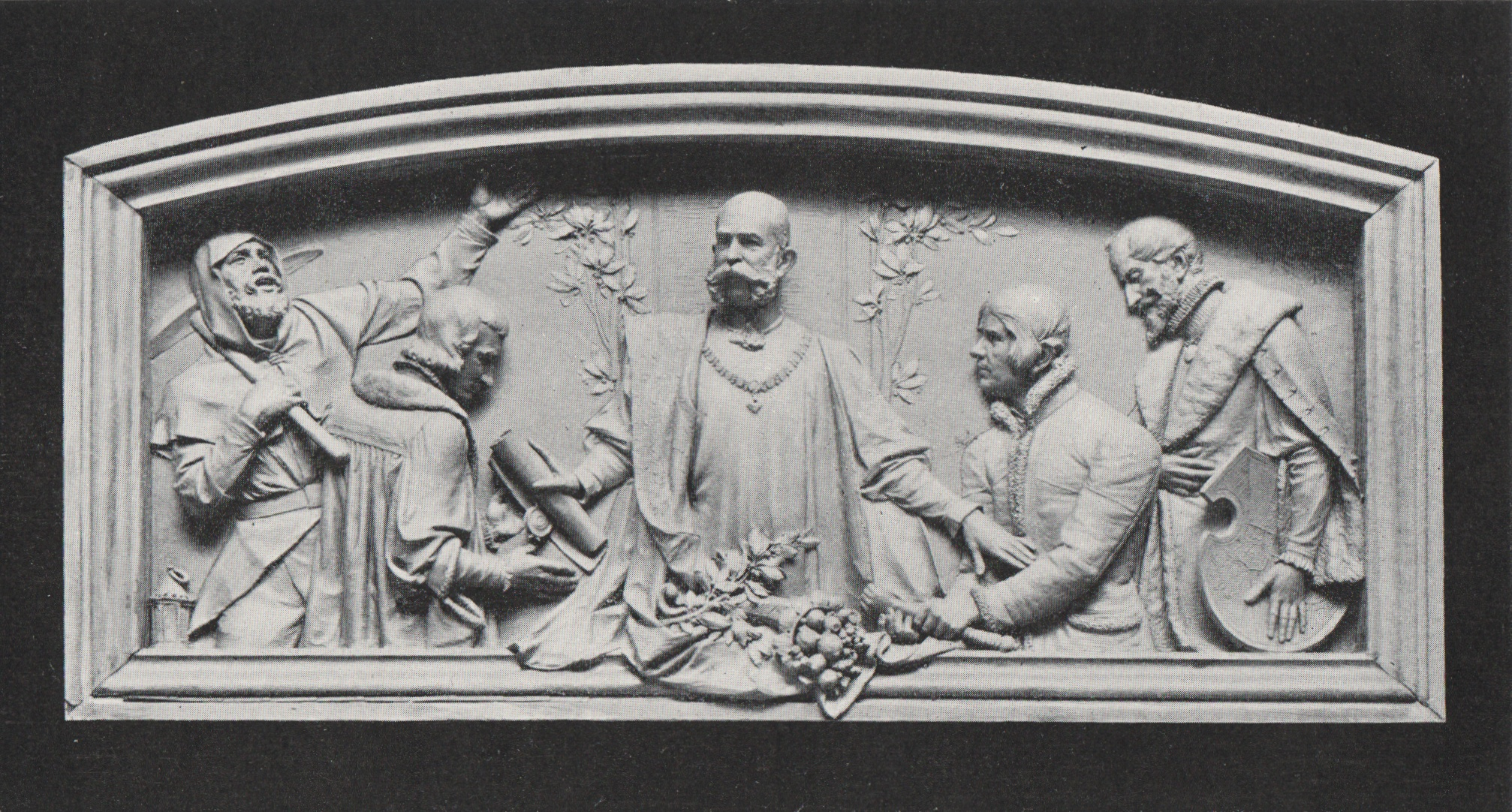
Reliéf nad vchodem, Okresní dům ve Slaném
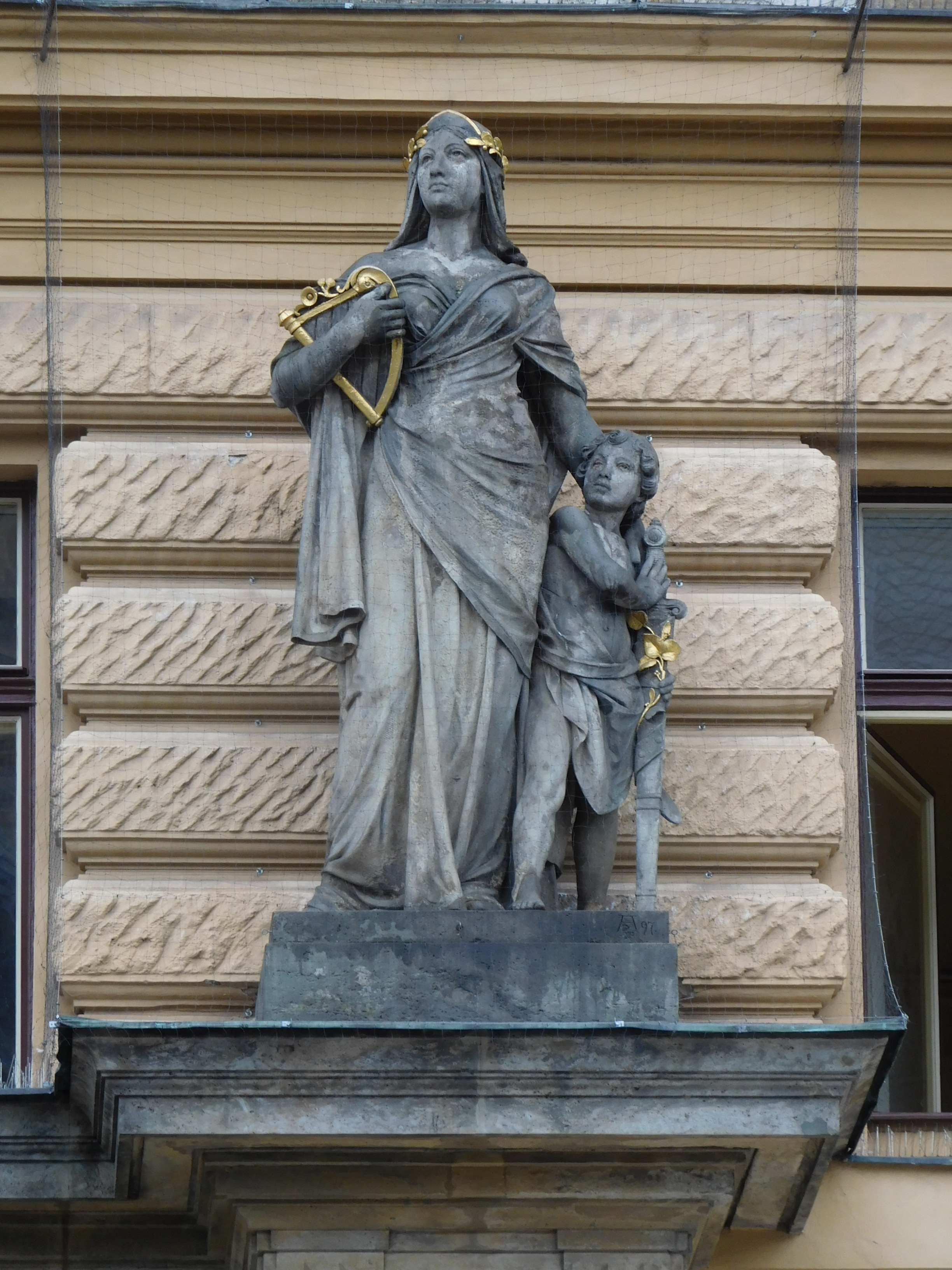
Alegorie Nadšení, Národní dům na Vinohradech
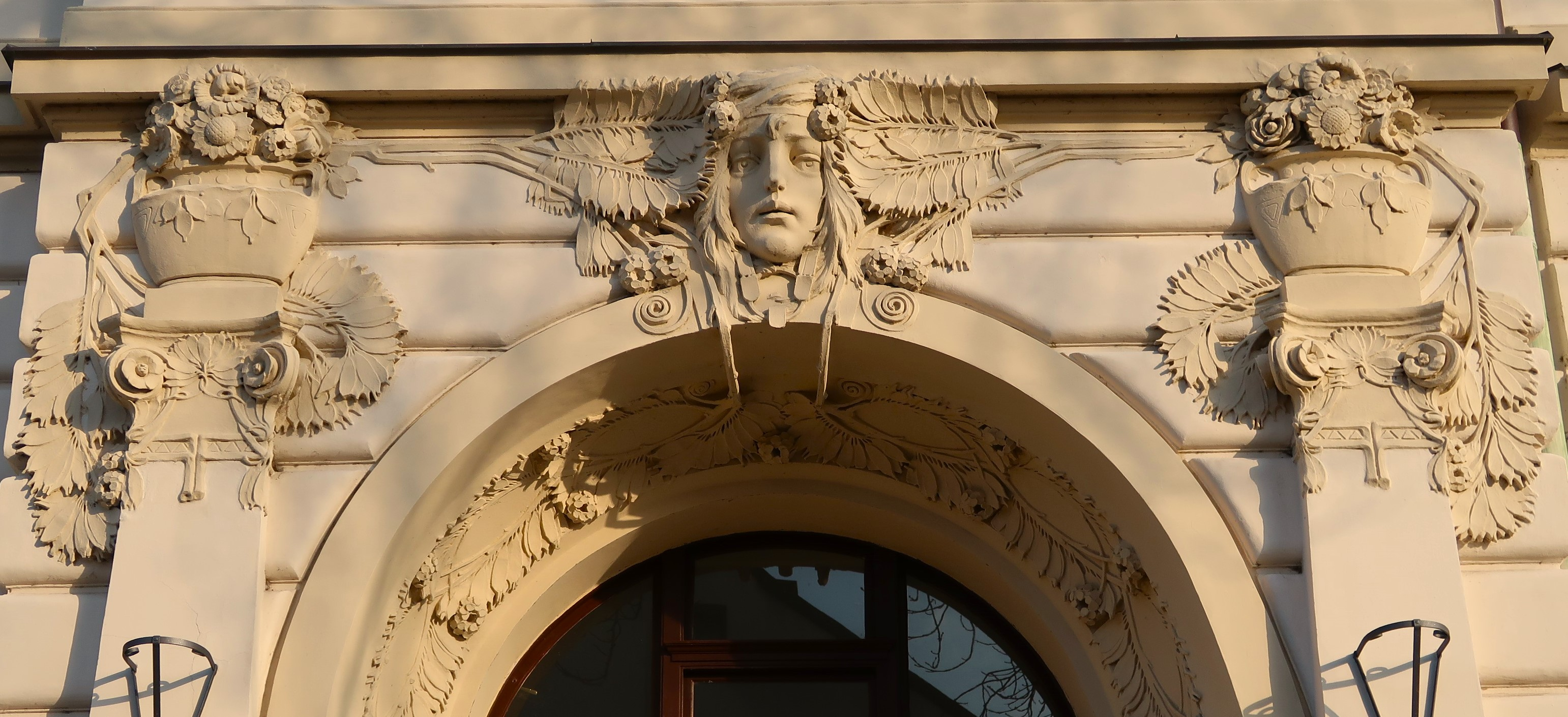
Dívčí hlava, Radnice a škola v Bubenči

## Pozůstalost
- Kolekce sádrových modelů jeho soch a reliéfů je uložena ve sbírce Lapidária Národního muzea v Praze.